# Fidenae

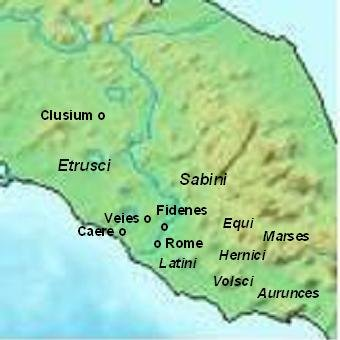
Ligging van Fidenae in de 5e eeuw v.Chr.

Fidenae was in de oudheid een stad in Latium. Fidenae lag aan de Via Salaria, ongeveer 7,5 kilometer ten noorden van Rome.

## Latijnse stad
Fidenae hoorde bij de Latijnse steden die in de beginjaren van de Romeinse Republiek met Rome rivaliseerden om de macht in het gebied. Fidenae lag aan de rand van het Romeinse grondgebied en was regelmatig in handen van Veii. Daardoor speelde Fidenae als voorpost van deze stad een belangrijke rol in de strijd tussen de beide grootmachten. In 426 v.Chr. werd de stad definitief door Rome onderworpen. Na de Gallische plundering van Rome in 387 v.Chr. kwam Fidenae in opstand, maar de stad werd vervolgens door de Romeinen geheel verwoest.

## Romeinse tijd
Fidenae bleef als kleine nederzetting aan de Via Salaria bestaan, al had de stad in de keizertijd wel een eigen stadsbestuur (Senatus Fidenatium). In de stad stond een houten amfitheater, dat tijdens een gladiatorenvoorstelling in 27 instortte. Hierbij kwamen 20.000 mensen om het leven en het was daarmee een van de grootste stadionrampen uit de geschiedenis.

## Restanten
Restanten van Fidenae zijn opgegraven bij Castel Giubileo, waaronder de curia met een wijdingsinscriptie aan Marcus Aurelius. De Romeinse nederzetting lag aan de voet van de heuvel waarop vermoedelijk de oorspronkelijke Latijnse stad was gebouwd. Hier staat nu de Villa Spada.